# فابيو دابريلا
فابيو دأبريلا (مواليد 19 فبراير 1991 في كانتون تيسينو - سويسرا) لاعب كرة قدم سويسري يلعب حاليا لصالح نادي الدرجة الاولى نادي بريشيا الإيطالي منذ 2010 في مركز الظهير الأيسر.

## روابط خارجية
- فابيو دابريلا على موقع قاعدة بيانات كرة القدم.إي يو (الإنجليزية)
- فابيو دابريلا على موقع Soccerbase.com (لاعب) (الإنجليزية)
- فابيو دابريلا على موقع Soccerway.com (الإنجليزية)
- فابيو دابريلا على موقع عالم كرة القدم.نت (الإنجليزية)
- فابيو دابريلا على موقع كووورة
- فابيو دابريلا على موقع أوليمبيديا (الإنجليزية)
- فابيو دابريلا على موقع AS.com (الإسبانية)
- فابيو دابريلا على موقع GSA (الإنجليزية)